# Rhododendron rhombifolium
Rhododendron rhombifolium är en ljungväxtart som beskrevs av Rhui Cheng Fang. Rhododendron rhombifolium ingår i släktet rododendron, och familjen ljungväxter. Inga underarter finns listade i Catalogue of Life.